# WTA Finals 2015
El BNP Paribas WTA Finals 2015, també anomenada Copa Masters femenina 2015, és l'esdeveniment que va reunir les vuit millors tennistes individuals i les vuit millors parelles femenines de la temporada 2015. Es tractava de la 45a edició en individual i la 40a en dobles. Es va disputar sobre pista dura entre el 25 d'octubre i l'1 de novembre de 2015 al Singapore Indoor Stadium de Singapur.
La tennista polonesa Agnieszka Radwańska va guanyar el títol més important de la seva carrera. Curiosament, durant la fase prèvia va perdre els dos primers partits però va aconseguir classificar-se guanyant el darrer, i llavors semifinals i final. La parella formada per suïssa Martina Hingis i l'índia Sania Mirza va demostrar el seu domini sobre el circuit de dobles femení guanyant el novè títol de l'any, havent acabat la temporada amb 22 victòries consecutives i els sis darrers torneigs que han disputat.

## Format

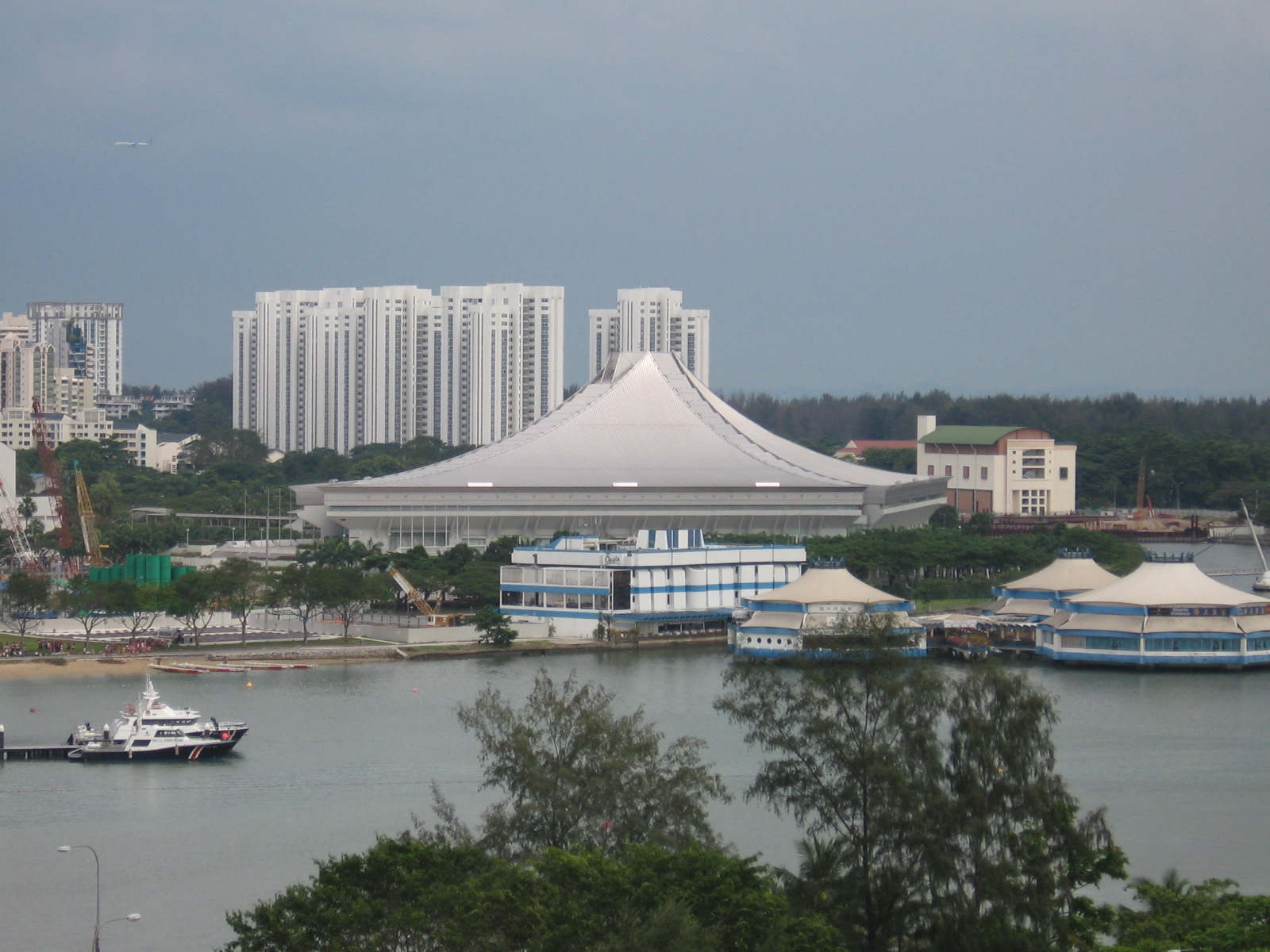
Singapore Indoor Stadium

Les vuit tennistes classificades disputen una fase inicial en el format Round Robin en dos grups de quatre, anomenats grup blanc i grup vermell. Durant els primers quatre dies es disputen els partits d'aquests grups, de manera que cada tennista disputa tres partits contra la resta d'integrants del seu grup. Les dues millors tennistes de cada grup avancen a semifinals. Les vencedores de semifinals disputen la final. El sistema de classificació del sistema Round Robin es determina mitjançant els següents criteris:
1. Nombre de victòries
2. Nombre de partits disputats
3. En empats de dues jugadores, el resultat directe
4. En empats de tres jugadores, percentatge de sets i després jocs
5. Decisió del comitè organitzatiu

En categoria de dobles, s'utilitza el mateix format a diferència de les edicions prèvies o només hi accedien les quatre millors directament a semifinals.

## Individual

### Classificació
| Rq       | Tennista                        | Grand Slam | Grand Slam | Grand Slam | Grand Slam | Premier Mandatory | Premier Mandatory | Premier Mandatory | Premier Mandatory | Millors Premier 5 | Millors Premier 5 | Altres millors resultats | Altres millors resultats | Altres millors resultats | Altres millors resultats | Altres millors resultats | Altres millors resultats | Punts | Torn. |
| -------- | ------------------------------- | ---------- | ---------- | ---------- | ---------- | ----------------- | ----------------- | ----------------- | ----------------- | ----------------- | ----------------- | ------------------------ | ------------------------ | ------------------------ | ------------------------ | ------------------------ | ------------------------ | ----- | ----- |
| Rq       | Tennista                        | AUS        | RG         | WIM        | USO        | INW               | MIA               | MAD               | PEQ               | 1                 | 2                 | 1                        | 2                        | 3                        | 4                        | 5                        | 6                        | Punts | Torn. |
| −        | Serena Williams 06/07/2015      | G 2000     | G 2000     | G 2000     | SF 780     | SF 390            | G 1000            | SF 390            | A 0               | G 900             | SF 350            | R16 105                  | R16 30                   |                          |                          |                          |                          | 9.945 | 11    |
| 1        | Simona Halep 04/09/2015         | QF 430     | R64 70     | R128 10    | SF 780     | G 1000            | SF 390            | R64 10            | R64 10            | G 900             | F 585             | F 585                    | SF 350                   | G 280                    | SF 185                   | R16 105                  | QF 100                   | 5.790 | 17    |
| 2        | Garbiñe Muguruza 08/10/2015     | R16 240    | QF 430     | F 1300     | R64 70     | R32 65            | R32 65            | R32 65            | G 1000            | SF 350            | SF 350            | QF 100                   | QF 100                   | R16 55                   | R16 55                   | R16 30                   | R32 1                    | 4.511 | 19    |
| 3        | Maria Xaràpova 10/09/2015       | F 1300     | R16 240    | SF 780     | A 0        | R16 120           | R64 10            | SF 390            | A 0               | G 900             | R32 1             | G 470                    | SF 110                   | R16 1                    |                          |                          |                          | 4.322 | 11    |
| 4        | Petra Kvitová 14/10/2015        | R32 130    | R16 240    | R32 130    | QF 430     | A 0               | A 0               | G 1000            | R64 10            | QF 190            | R16 105           | G 470                    | G 470                    | SF 110                   | R16 105                  | QF 100                   | R32 1                    | 3.491 | 18    |
| 5        | Agnieszka Radwańska 18/10/2015  | R16 240    | R128 10    | SF 780     | R32 130    | R32 65            | R16 120           | R32 120           | SF 390            | QF 190            | R16 105           | G 470                    | F 305                    | G 280                    | SF 110                   | SF 110                   | QF 100                   | 3.425 | 23    |
| 6        | Angelique Kerber 21/10/2015     | R128 10    | R32 130    | R32 130    | R32 130    | R64 10            | R32 65            | R64 10            | QF 215            | SF 350            | R16 105           | G 470                    | G 470                    | G 470                    | G 470                    | SF 185                   | F 180                    | 3.400 | 24    |
| 7        | Flavia Pennetta 18/10/2015      | R128 10    | R16 240    | R128 10    | G 2000     | QF 215            | R16 120           | R64 10            | R16 120           | QF 190            | R32 60            | QF 100                   | R32 60                   | QF 60                    | R16 55                   | R64 1                    | R32 1                    | 3.252 | 19    |
| 8        | Lucie Šafářová 22/10/2015       | R128 10    | F 1300     | R16 240    | R128 10    | R32 65            | R64 10            | QF 215            | A 0               | QF 190            | QF 190            | G 470                    | F 305                    | QF 100                   | R32 60                   | R16 55                   | R32 1                    | 3.221 | 20    |
| Suplents |                                 |            |            |            |            |                   |                   |                   |                   |                   |                   |                          |                          |                          |                          |                          |                          |       |       |
| −        | Timea Bacsinszky 22/10/2015     | R32 130    | SF 780     | QF 430     | R128 10    | QF 215            | A 0               | R64 10            | F 650             | R16 105           | R64 1             | G 280                    | G 280                    | F 180                    | QF 60                    | R64 1                    | R32 1                    | 3.133 | 16    |
| S1       | Venus Williams 22/10/2015       | QF 430     | R128 10    | R16 240    | QF 430     | A 0               | QF 215            | R64 10            | R32 10            | G 900             | R16 105           | G 280                    | SF 185                   | SF 110                   | R16 105                  | R32 60                   | R64 1                    | 3.091 | 17    |
| S2       | Carla Suárez Navarro 23/10/2015 | R128 10    | R32 130    | R128 10    | R128 10    | QF 215            | F 650             | QF 215            | R16 120           | F 585             | QF 190            | F 305                    | SF 185                   | R16 105                  | QF 100                   | QF 100                   | QF 100                   | 3.030 | 24    |

### Fase grups

#### Grup vermell
| CS | Jugadora            | S. Halep    | M. Xaràpova   | A. Radwańska  | F. Pennetta | V − D | Sets  | Jocs    | Pos. |
| 1  | Simona Halep        |             | 4−6, 4−6      | 6−7(5), 1−6   | 6−0, 6−3    | 1 − 2 | 2 − 4 | 27 − 28 | 3    |
| 3  | Maria Xaràpova      | 6−4, 6−4    |               | 4−6, 6−3, 6−4 | 7−5, 6−1    | 3 − 0 | 6 − 1 | 41 − 27 | 1    |
| 5  | Agnieszka Radwańska | 7−6(5), 6−1 | 6−4, 3−6, 4−6 |               | 6−7(5), 4−6 | 1 − 2 | 3 − 4 | 36 − 36 | 2    |
| 7  | Flavia Pennetta     | 0−6, 3−6    | 5−7, 1−6      | 7−6(5), 6−4   |             | 1 − 2 | 2 − 4 | 22 − 35 | 4    |

#### Grup blanc
| CS | Jugadora         | G. Muguruza   | P. Kvitová    | A. Kerber   | L. Šafářová | V − D | Sets  | Jocs    | Pos. |
| 2  | Garbiñe Muguruza |               | 6−4, 4−6, 7−5 | 6−4, 6−4    | 6−3, 7−6(4) | 3 − 0 | 6 − 1 | 42 − 32 | 1    |
| 4  | Petra Kvitová    | 4−6, 6−4, 5−7 |               | 2−6, 6−7(3) | 7−5, 7−5    | 1 − 2 | 3 − 4 | 37 − 40 | 2    |
| 6  | Angelique Kerber | 4−6, 4−6      | 6−2, 7−6(3)   |             | 4−6, 3−6    | 1 − 2 | 2 − 4 | 28 − 32 | 4    |
| 8  | Lucie Šafářová   | 3−6, 6−7(4)   | 5−7, 5−7      | 6−4, 6−3    |             | 1 − 2 | 2 − 4 | 31 − 34 | 3    |

### Fase final
|  | Semifinals | Semifinals       | Semifinals          | Semifinals | Semifinals |   |                     | Final | Final | Final | Final | Final |
|  |            |                  |                     |            |            |   |                     |       |       |       |       |       |
|  | 3          | Maria Xaràpova   | 3                   | 63         |            |   |                     |       |       |       |       |       |
|  | 4          | Petra Kvitová    | 6                   | 7          |            |   |                     |       |       |       |       |       |
|  | 4          | Petra Kvitová    | 6                   | 7          |            | 4 | Petra Kvitová       | 2     | 6     | 3     |       |       |
|  |            |                  |                     |            |            | 4 | Petra Kvitová       | 2     | 6     | 3     |       |       |
|  |            | 5                | Agnieszka Radwańska | 6          | 3          | 6 |                     |       |       |       |       |       |
|  | 5          | 5                | Agnieszka Radwańska | 6          | 3          | 6 | Agnieszka Radwańska | 6⁵    | 6     | 7     |       |       |
|  | 5          |                  |                     |            |            |   | Agnieszka Radwańska | 6⁵    | 6     | 7     |       |       |
|  | 2          | Garbiñe Muguruza | 7                   | 3          | 5          |   |                     |       |       |       |       |       |

## Dobles

### Classificació
| Rq       | Tennistes                                               | Millors resultats | Millors resultats | Millors resultats | Millors resultats | Millors resultats | Millors resultats | Millors resultats | Millors resultats | Millors resultats | Millors resultats | Millors resultats | Punts  | Torn. |
| Rq       | Tennistes                                               | 1                 | 2                 | 3                 | 4                 | 5                 | 6                 | 7                 | 8                 | 9                 | 10                | 11                | Punts  | Torn. |
| -------- | ------------------------------------------------------- | ----------------- | ----------------- | ----------------- | ----------------- | ----------------- | ----------------- | ----------------- | ----------------- | ----------------- | ----------------- | ----------------- | ------ | ----- |
| 1        | Martina Hingis Sania Mirza 14/07/2015                   | G 2000            | G 2000            | G 1000            | G 1000            | G 1000            | G 900             | F 585             | G 470             | QF 430            | SF 350            | SF 350            | 10.085 | 15    |
| 2        | Bethanie Mattek-Sands Lucie Šafářová 16/08/2015         | G 2000            | G 2000            | G 900             | G 470             | QF 430            | SF 390            | QF 190            | R32 10            |                   |                   |                   | 6.390  | 8     |
| −        | Casey Dellacqua Iaroslava Xvédova 15/09/2015            | F 1300            | F 1300            | G 1000            | F 585             | QF 430            | R16 105           | R32 1             |                   |                   |                   |                   | 5.111  | 8     |
| −        | Iekaterina Makàrova Ielena Vesninà 15/09/2015           | F 1300            | SF 780            | F 650             | F 650             | QF 430            | QF 215            | QF 190            | SF 185            | SF 185            | R32 1             |                   | 4.586  | 10    |
| 3        | Tímea Babos Kristina Mladenovic 05/10/2015              | G 900             | G 900             | SF 780            | SF 390            | G 280             | R16 240           | QF 215            | QF 190            | SF 185            | R32 130           | R32 130           | 4.340  | 18    |
| 4        | Caroline Garcia Katarina Srebotnik 09/10/2015           | F 585             | G 470             | QF 430            | SF 350            | SF 350            | F 305             | F 305             | R16 240           | R16 240           | QF 215            | QF 215            | 3.705  | 18    |
| 5        | Chan Hao-Ching Chan Yung-Jan 10/10/2015                 | G 900             | F 650             | QF 430            | SF 350            | F 305             | G 280             | G 280             | QF 190            | G 160             | QF 100            | QF 60             | 3.705  | 13    |
| 6        | Raquel Kops-Jones Abigail Spears 18/10/2015             | SF 780            | G 470             | QF 430            | F 305             | G 280             | G 280             | R16 240           | QF 190            | SF 185            | R16 120           | QF 100            | 3.380  | 19    |
| 7        | Andrea Hlaváčková Lucie Hradecká 21/10/2015             | SF 780            | SF 390            | SF 350            | F 305             | R16 240           | QF 215            | F 180             | F 180             | R32 130           | R32 130           | R16 120           | 3.130  | 17    |
| 8        | Carla Suárez Navarro Garbiñe Muguruza 22/10/2015        | F 650             | F 585             | G 470             | G 470             | QF 190            | R32 130           | R32 130           | R32 130           | R16 120           | R16 120           | R16 105           | 3.100  | 13    |
| Suplents |                                                         |                   |                   |                   |                   |                   |                   |                   |                   |                   |                   |                   |        |       |
| S        | Al·la Kudriàvtseva Anastassia Pavliutxénkova 22/10/2015 | QF 430            | SF 350            | SF 350            | R16 240           | R16 240           | SF 185            | R32 130           | R16 120           | R16 120           | R16 120           | R16 120           | 2.405  | 14    |

### Fase grups

#### Grup vermell
| CS | Jugadores                        | M. Hingis S. Mirza | T. Babos K. Mladenovic | R. Kops-Jones A. Spears | A. Hlaváčková L. Hradecká | V − D | Sets  | Jocs    | Pos. |
| 1  | Martina Hingis Sania Mirza       |                    | 6−4, 7−5               | 6−4, 6−2                | 6−3, 6−4                  | 3 − 0 | 6 − 0 | 37 − 22 | 1    |
| 4  | Tímea Babos Kristina Mladenovic  | 4−6, 5−7           |                        | 7−6(5), 6−2             | 2−6, 1−6                  | 1 − 2 | 2 − 4 | 25 − 33 | 3    |
| 6  | Raquel Kops-Jones Abigail Spears | 4−6, 2−6           | 6−7(5), 2−6            |                         | 6−3, 3−6, [11−9]          | 1 − 2 | 2 − 5 | 24 − 34 | 4    |
| 7  | Andrea Hlaváčková Lucie Hradecká | 3−6, 4−6           | 6−2, 6−1               | 3−6, 6−3, [9−11]        |                           | 1 − 2 | 3 − 4 | 28 − 25 | 2    |

#### Grup blanc
| CS | Jugadores                             | B. Mattek-Sands L. Šafářová | H-C. Chan Y-J. Chan | C. Garcia K. Srebotnik | C. Suárez Navarro G. Muguruza | V − D | Sets  | Jocs    | Pos. |
| 2  | Bethanie Mattek-Sands Lucie Šafářová  |                             | 2−6, 2−6            | 2−6, 0−3, ret.         | 6−3, 7−6(1)                   | 1 − 2 | 2 − 4 | 19 − 30 | 4    |
| 3  | Chan Hao-Ching Chan Yung-Jan          | 6−2, 6−2                    |                     | 6−4, 7−6(5)            | 5−7, 4−6                      | 2 − 1 | 4 − 2 | 34 − 27 | 2    |
| 5  | Caroline Garcia Katarina Srebotnik    | 6−2, 3−0, ret.              | 4−6, 6−7(5)         |                        | 5−7, 2−6                      | 1 − 2 | 2 − 4 | 26 − 28 | 3    |
| 8  | Carla Suárez Navarro Garbiñe Muguruza | 3−6, 6−7(1)                 | 7−5, 6−4            | 7−5, 6−2               |                               | 2 − 1 | 4 − 2 | 35 − 29 | 1    |

### Fase final
|  | Semifinals | Semifinals                            | Semifinals                            | Semifinals | Semifinals |                                  |                            | Final | Final | Final | Final | Final |
|  |            |                                       |                                       |            |            |                                  |                            |       |       |       |       |       |
|  | 1          | Martina Hingis Sania Mirza            | 6                                     | 6          |            |                                  |                            |       |       |       |       |       |
|  | 3          | Chan Hao-Ching Chan Yung-Jan          | 4                                     | 2          |            |                                  |                            |       |       |       |       |       |
|  | 3          | Chan Hao-Ching Chan Yung-Jan          | 4                                     | 2          |            | 1                                | Martina Hingis Sania Mirza | 6     | 6     |       |       |       |
|  |            |                                       |                                       |            |            | 1                                | Martina Hingis Sania Mirza | 6     | 6     |       |       |       |
|  |            | 8                                     | Carla Suárez Navarro Garbiñe Muguruza | 0          | 3          |                                  |                            |       |       |       |       |       |
|  | 7          | 8                                     | Carla Suárez Navarro Garbiñe Muguruza | 0          | 3          | Andrea Hlaváčková Lucie Hradecká | 6⁶                         | 0     |       |       |       |       |
|  | 7          |                                       |                                       |            |            | Andrea Hlaváčková Lucie Hradecká | 6⁶                         | 0     |       |       |       |       |
|  | 8          | Carla Suárez Navarro Garbiñe Muguruza | 7                                     | 6          |            |                                  |                            |       |       |       |       |       |